# Coleophora crinita
Coleophora crinita é uma espécie de mariposa do gênero Coleophora pertencente à família Coleophoridae.